# 김학도 (희극인)
김학도(1970년 2월 12일~)는 대한민국의 희극인 겸 방송인이다.

## 이력
- 김학도는 전북 무주 출신이며, 1972년 충남 대전 지역에 이주함을 거쳐, 1973년 서울로 마지막 이주하였고, 1988년 연극배우 첫 데뷔한 그는 1992년 KBS 한국방송공사 대학개그제에서 본선 진출 후 이듬해 1993년 MBC 문화방송 개그콘테스트에서 박명수와 함께 장려상을 받으면서 연예계 정식 데뷔했다.
- 명지대학교 토목공학과를 나온 후 중앙대학교 대학원 신문방송학과에서 언론학 석사 학위를 받았다.
- 2008년 9월 6일에 바둑 기사 한해원 三단과 결혼하였다.[1]
- 한편, iTV에서 코미디 프로그램을 같이 한 선배 개그맨 이봉원의 초등학교-중학교 선배인[2] 가수 김범룡이 자신의 데뷔 노래를 작곡하기도 했다.

## 학력
- 서울남사초등학교 (졸업)
- 단국대학교 사범대학 부속중학교 (졸업)
- 경문고등학교 졸업
- 명지대학교 토목공학과 학사
- 중앙대학교 신문방송대학원 방송전공 석사과정 언론학 석사 (학위논문명 - TV 코미디 프로그램의 제작환경과 개선방향에 관한 연구 : 연출자의 프로그램 제작환경 요인을 중심으로)

## 방송 출연

### TV
- MBC 《일요일 일요일 밤에》
- MBC 《토요일 토요일은 즐거워》
- MBC 《웃으면 복이와요》
- MBC 《오늘은 좋은날》
- MBC 《스타쇼》
- MBC 《코미디 닷컴 - PD공책》
- MBC 《TV특종 놀라운 세상 - 특종! 기인열전》
- MBC 《오늘밤 좋은밤 - 배칠수의 명작극장》
- MBC 《코미디 하우스 - 3자토론》
- MBC 《코미디 버라이어티 웃는 day》
- MBC 《뽀뽀뽀》
- MBC 시트콤 《남자 셋 여자 셋》
- MBC 시트콤 《여자 대 여자》
- 부산MBC 《시네마월드》
- KBS 《가족오락관》
- KBS 《TV 책을 말하다》
- KBS 《6시 내고향》
- KBS 《폭소클럽2 - 응급시사! 서민이를 살려주세요》
- KBS 《TV는 사랑을 싣고》
- SBS 골프 《MU SPORTS 배 패밀리 골프 챌린지》
- iTV 《금요 코미디쇼》
- iTV 시트콤 《립스틱》 - 박소현 변호사를 간사한 책모로 꾀어낸 유부남 김명준(제왕그룹 김태조 회장 아들) 役으로 카메오 단역 (2001년)
- iTV 《소문만복래》
- iTV 《코미디 천하》
- 메디TV 《건강충전 101%》 - MC
- 메디컬TV 《충전! 행복플러스》 - MC
- 사이언스TV 《황금 열쇠를 찾아라》
- TBS TV 《생방송 아침햇살》
- 스카이플러스 《스카이 매거진》
- 바둑TV 《직장인바둑최강전》
- 바둑TV 《생생바둑한게임》
- MBN뉴스채널 《김학도 대선 엿보기》
- ETN 《김학도의 행운을 잡아라》
- OCN 《영화계 뒷이야기 심층취재 줌인》
- KNN 부산경남민방 《세상발견 유레카》
- 채널A 《개그시대》
- 채널A 《그때 그 사람》
- MBC 《MBC 다큐스페셜 - 돈, 모으고 싶으세요?》 - 내레이션
- 현대 HCN 충북방송 《톡!톡!톡! 아파트 세상만사》
- TJB 《세상발견 유레카》
- MBC 《미스터리 음악쇼 복면가왕》 누가 밀었나? 피사의 사탑!
- MBC 《마이 리틀 텔레비전》
- 대전MBC 《토크앤조이》 - 게스트
- MBC 《역적 : 백성을 훔친 도적》

### 라디오
- SBS 러브FM 《김학도, 배칠수의 와와쇼》 (2002년 4월 15일 ~ 2004년 5월 2일)
- CBS 표준FM 《김학도의 지구촌 한가족》 (2007년 9월 9일 ~ 2008년 5월 11일)
- SBS 파워FM 《이숙영의 파워FM》 - 김학도&신문지의 파워 중계석
- tbs 《김학도 박희진의 9595쇼》
- EBS 《EBS FM 스페셜》 (2011년 3월 5일 ~ 2013년 2월 24일)
- EBS 《FM 스토리 스페셜》 (2013년 3월 2일 ~ )
- MBC 《만화열전 - 공포의 외인구단》 - 하국상 외
- MBC 《만화열전 - 감격시대》 - 특수효과

## 발매 앨범
- 《모창 김학도 첫 번째 이야기》(2006년)

## 수상
- SBS 《연기대상 - 라디오 부문 우수상》 (2003년)
- MBC 《방송연예대상 - 코미디 시트콤부문 우수상》 (2003년)
- MBC 《개그콘테스트 - 장려상 (with 박명수)》 (1993년)

## 기타
- 《김학도의 유쾌한 성대모사》저술 (2004년)
- KBS 제17대 대통령 개표방송 진행자